# Atelognathus grandisonae
Atelognathus grandisonae és una espècie de granota que viu a Xile.